# ファーモイ
ファーモイ（英: Fermoy）は、アイルランドのコーク県にある町。ブラックウォーター川に面する。人口は2006年の国勢調査時点で、近辺も含めて5800人ほど。
アイルランド語名はマイニスティール・エアイル・ミー（Mainistir Fhear Maí）で、「平野の男子修道院」を意味する。これは13世紀にシトー会の修道院が築かれたことにちなむが、チューダー朝時代に修道院は解散し、建物と土地はリチャード・グレンヴィル、ロバート・ボイル、ウィリアム・フォワードなどの貴族に分割された。しかし、修道院の敷地はほとんど町をみなされ、18世紀後半には多くの小屋や宿屋があった。
キリスト教兄弟団、プレゼンテーション・シスターズ、シスターズ・オブ・ロレトなどの組織が未だそのプレゼンスを保っている。

## 歴史

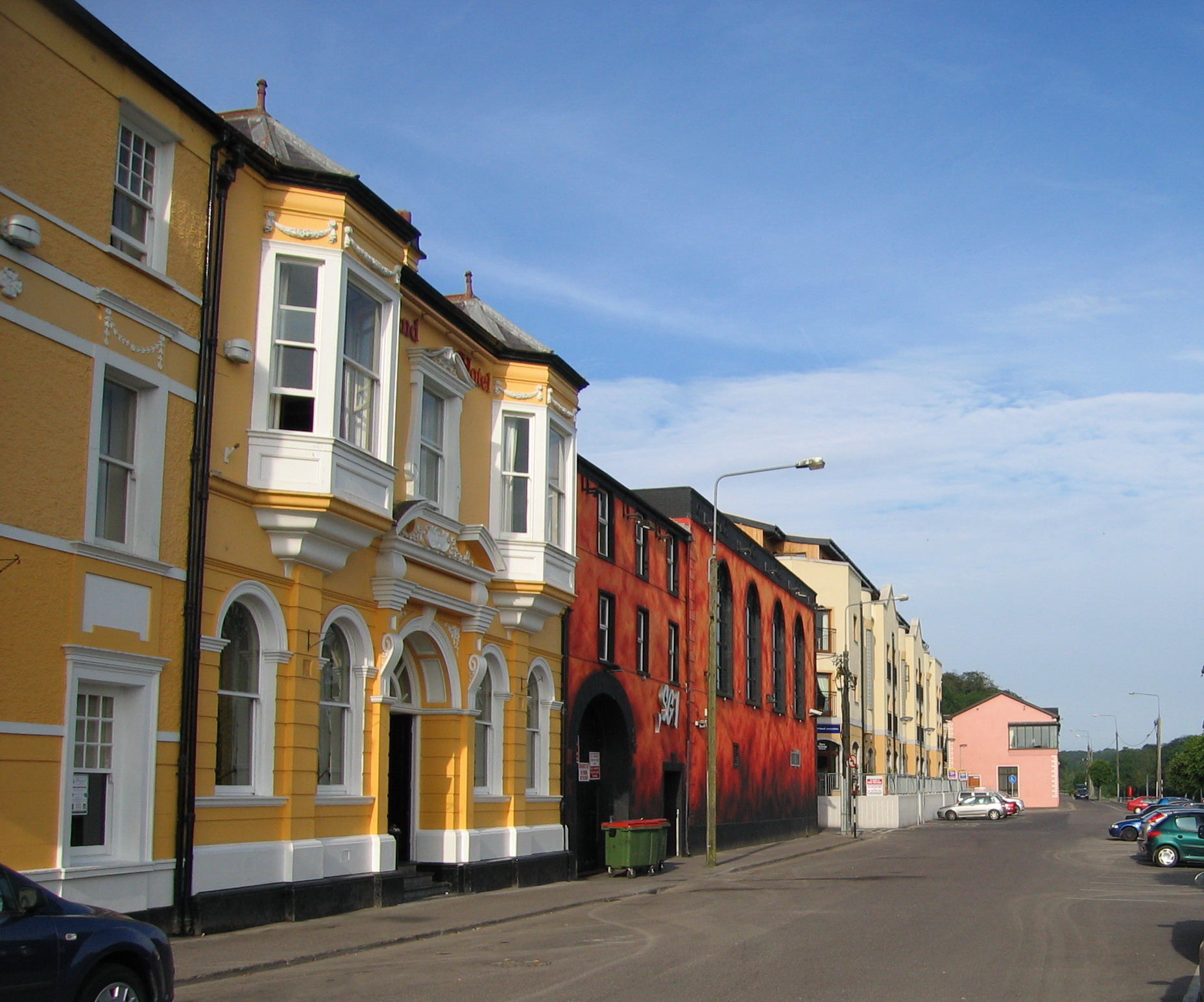
ブラックウォーター川南岸に建つグランド・ホテル・ファーモイ

1791年、ファーモイ一帯の土地がスコットランド人企業家のジョン・アンダーソンの所有となった。彼はアイルランドの街道を整備し、郵便システムを構築した人物で、彼が設計した都市区画は現在もそのまま残っている。子孫が住むオーストラリアの町では「ファーモイ・エステート」というワインがつくられている。2001年には町の公園に彼の銅像がお披露目した。アイルランドが帝国の支配下にあった1797年にイギリス軍が恒久的な軍事基地の建設地を探していたところ、アンダーソンがファーモイの土地を譲渡したことから大規模な兵舎が置かれた。まず1806年、16.5エーカーの土地に東兵舎が建てられた。この建物には将校が136人、歩兵が1478人、民間人が120人、騎兵の馬が112頭泊まることができた。また、130床の陸軍病院も併設された。1809年には42床の陸軍病院を備えた西兵舎が建てられ、両棟あわせて佐官が14人、将校が169人、兵士が2816人、馬が152騎収容できた。この軍事基地は、1830年代にはアイルランド島内でも最大の規模とされた。これにより、アンダーソンと町は相当の経済的恩恵を授かり、1922年のアイルランド自由国建国まで町はこれらの軍事施設を中心に発展していった。独立戦争中、イギリス軍と共和軍（IRA）が最初に衝突したのもファーモイであった。イギリス軍はこの報復として、中心街を荒らしまわった。独立戦争中にハンガー・ストライキを決行し亡くなったIRA指揮官のマイケル・フィッツジェラルドはファーモイの出身である。

## 経済
町にはMicro Bioの化学工場、Silver Pailのアイスクリーム工場、Anderson Powerの電化製品工場が置かれている。Sanmina-SCI CorporationやFCI Connectorsによって電子機器工場も置かれているが、近年FCI Connectorsがファーモイ工場の操業を停止すると発表した。
アイルランド政府の農業・食品検査機関のひとつ、ムーアパーク検査所がファーモイの近くに設けられている。

## 教育
1858年に開校したセント・コルマンズ・カレッジは、地元でもよく知られた中等学校である。

## 観光
サケや雑魚釣り (Coarse fishing) で人気が高いブラックウォーター川は、町の主要な観光資源のひとつである。毎年5月はじめと9月はじめにはファーモイボートクラブ主催のレガッタレースが開かれ、それぞれ1000人近い観光客が訪れる。2009年にはクラブ設立125周年とレガッタレース70周年が偶然にも重なり、メアリー・マッカリース大統領がクラブを訪れた。また、近ごろ行政当局が町の歴史的な堰の移転を計画しているが、ボートクラブや地元のいくつかの釣りクラブはこの計画に対し反対運動を行っている。

## 交通

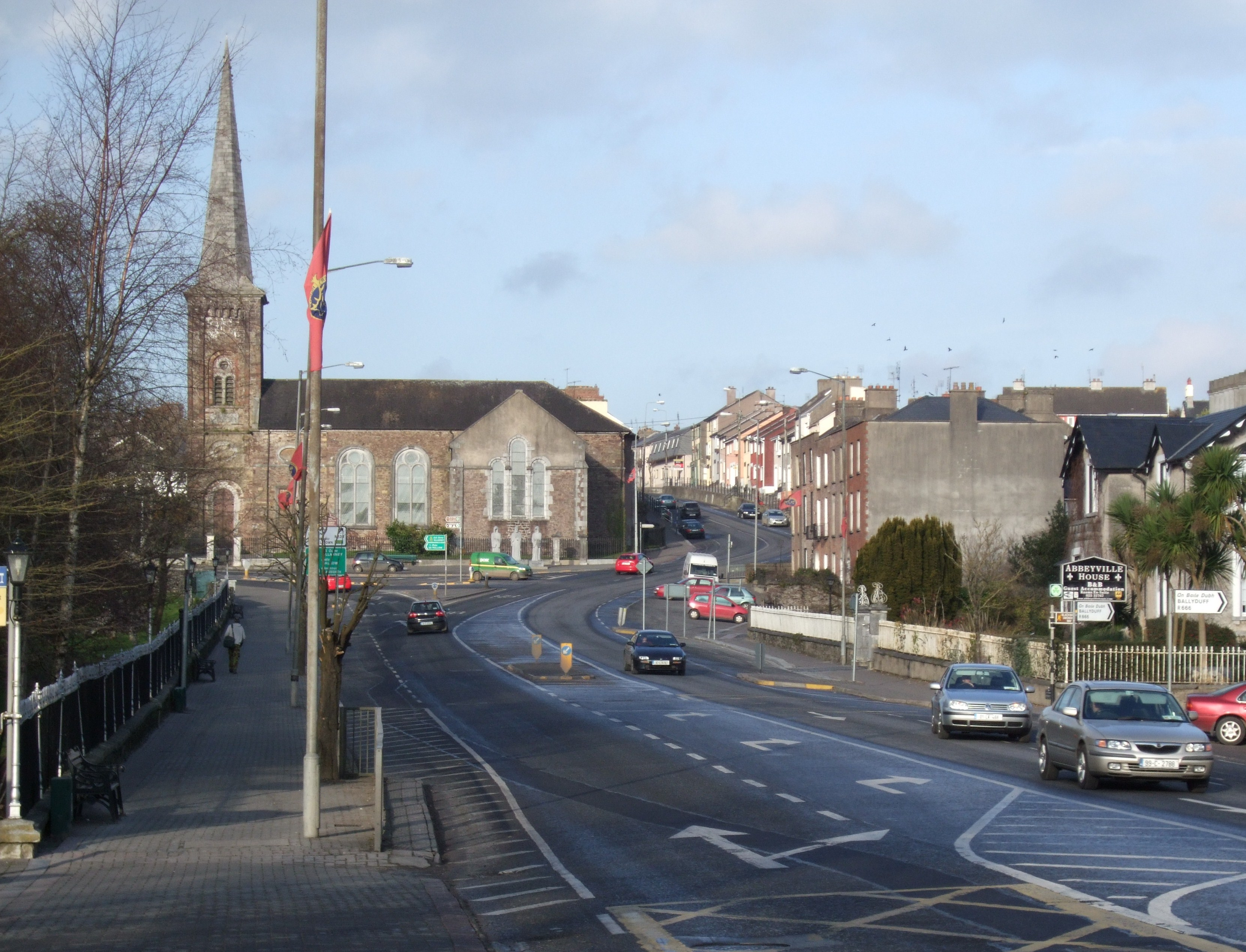
ファーモイを通る地域道639号（旧 国道8号）

ファーモイは長年、コークとダブリンとをつなぐ国道8号線の主要な難所であった。しかし、2006年の終わりにM8バイパスが開通すると、国道8号線は地域道639号線に降格、ファーモイの交通問題は大幅に軽減された。鉄道では、かつてマーロウからウォーターフォードに至る路線が通っていた。1860年5月17日に駅が開業したが、1967年3月27日を以って営業を終了した。最寄の空港はコーク空港である。
バスも多くの便があり、Bus Éireannがコークとダブリンへの便を提供しているほか、Aircoachもダブリン空港行きのバスを走らせている。

## ゆかりの人物
- マイケル・フラットリー - ダンサー。生まれはアメリカのシカゴだが、ファーモイを本拠地とする
- パトリック・アンドリュー・コリンズ - マサチューセッツ州選出のアメリカ下院議員、ボストン市長。ファーモイ近郊で生まれた
- ジョン・マグナー - クールモアスタッドの経営者
- ジェイムズ・マコンネル - 機械工学士協会（IMechE）の設立者のひとり。1847年から1862年にかけて、ロンドン&ノース・ウエスタン鉄道南部支部の機関車管理士を勤めた

## 姉妹都市
- プロエムール（フランス）